# لینوکس هد، نیو ساوت ولز
لینوکس هد (به انگلیسی: Lennox Head) یک شهرک در استرالیا است که در نیو ساوت ولز واقع شده‌است.